# 응축

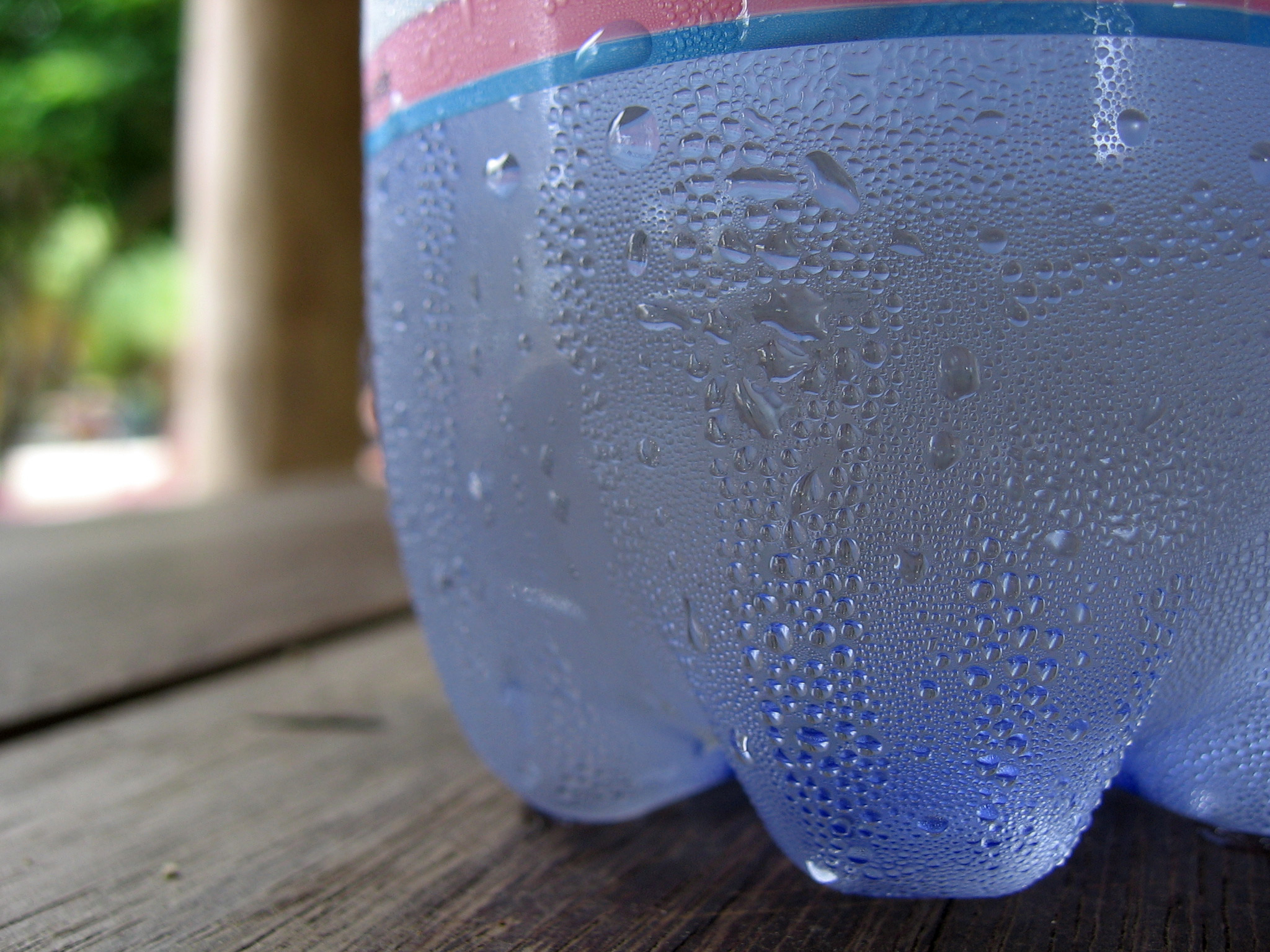
수증기가 공기 중에서 차가운 물병의 표면과 접촉하면 액체로 응축된다.

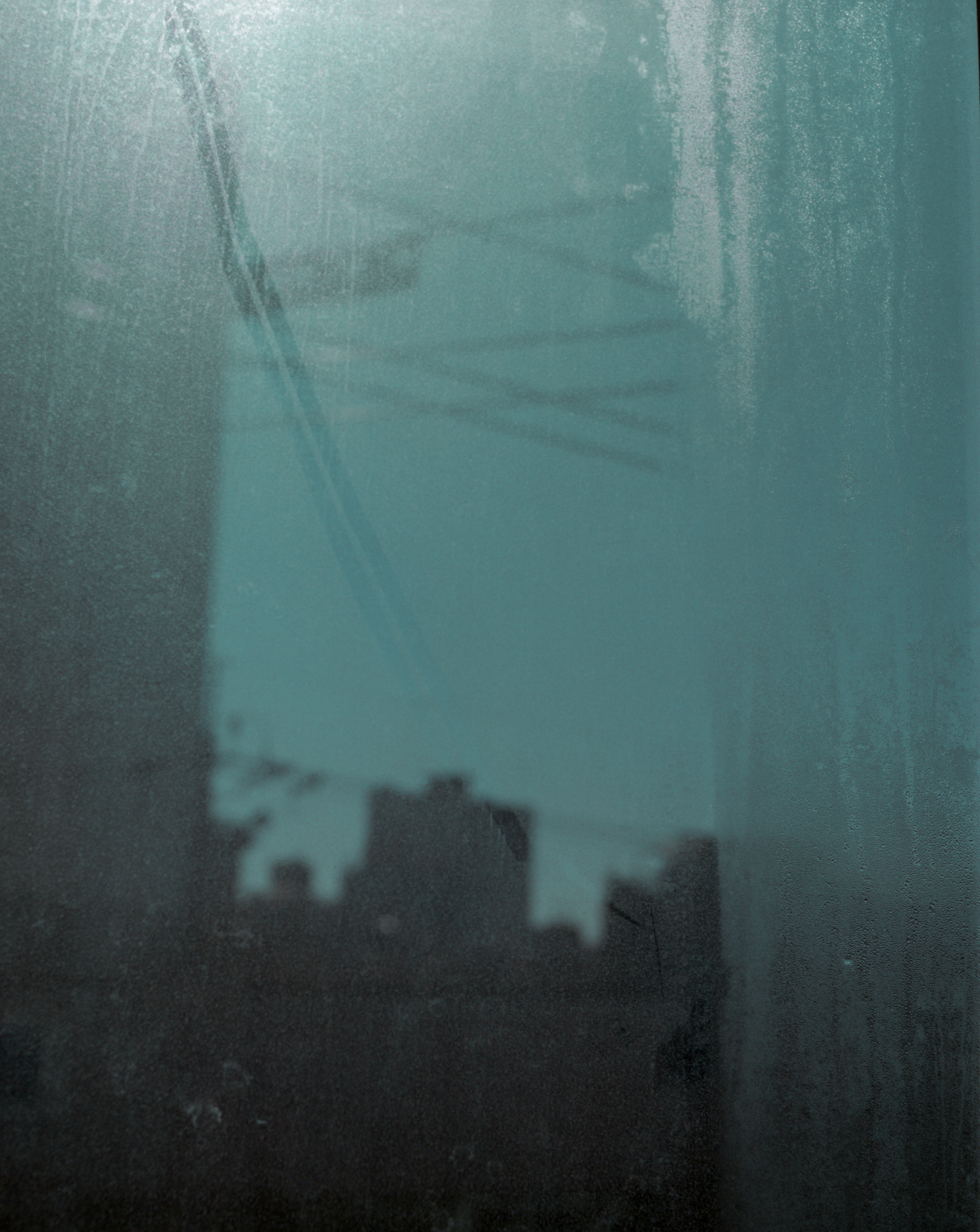
노후된 이중 창문 영역에 응축 현상이 일어나기도 한다.

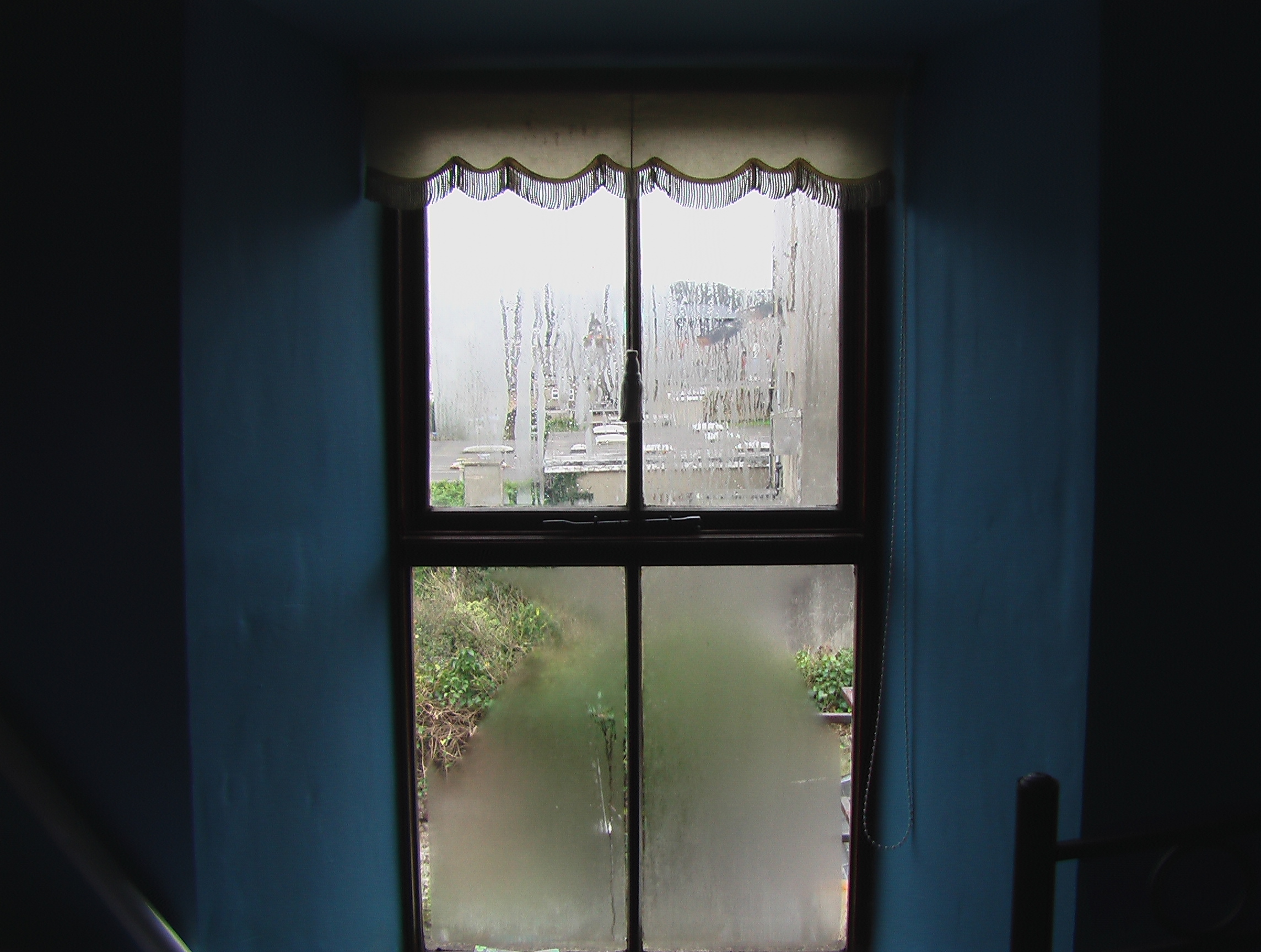
소나기가 내릴 때 창문의 표면에 발생하는 응축현상.

응축(凝縮, condensation)은 물질 혹은 물질의 상태의 변화가 기체의 상에서 액체의 상으로 변하는 것이다. 좁은 의미에서는 기체에서 포화 증기의 온도를 내리거나 또는 온도를 일정하게 하고 이를 압축하면 증기의 일부가 액화하는 현상을 말한다. 그 반대는 증발이다.  변화 혹은 전이가 기체의 상에서 고체의 상으로 바로 일어날 경우는 증착(deposition)이라고 한다. 응축은 많은 물질에서 일어나는데, 공기 중에서의 수증기의 응축(이를테면 차가운 음료 용기 표면에 맺히는 이슬)이 일상에서 가장 흔하게 관찰되는 것이다.
응축은 흔히 증기가 해당 기체의 고유 이슬점으로 냉각될 때 일어나지만, 이슬점은 압축을 통해서도 도달될 수 있다. 응축된 증기는 응축물이라 하며, 실험실과 산업 현장에서 응축을 일으키는 기구를 응축기라고 한다.

## 건축물 건설시의 응축
건물 건설 시 응축은 습기, 곰팡이 건강 문제, 목재 부패, 부식, 모르타르 및 석조 벽의 약화, 열 전달 증가로 인한 에너지 손실을 유발할 수 있으므로 원치 않는 현상이다. 이러한 문제를 완화하기 위해서는 실내 공기 습도를 낮추거나 건물 내 환기를 개선해야 한다. 예를 들어 창문 열기, 환풍기 켜기, 제습기 사용하기, 옷을 밖에서 건조하기, 요리하는 동안 냄비와 프라이팬 덮기 등 다양한 방법으로 이를 수행할 수 있다. 공기 중의 습기를 제거하고 건물 전체로 공기를 이동시키는 데 도움이 되는 에어컨 또는 환기 시스템을 설치할 수 있다. 단순히 온도를 높이면 공기 중에 저장할 수 있는 수증기의 양을 늘릴 수 있다. 그러나 가정 내 대부분의 결로 현상은 따뜻하고 습기가 많고 무거운 공기가 차가운 표면과 접촉할 때 발생하므로 이는 양날의 검이 될 수 있다. 공기가 냉각되면 더 이상 많은 양의 수증기를 담을 수 없다. 이로 인해 차가운 표면에 물이 쌓이게 된다. 이는 겨울에 단일 유리창과 함께 중앙 난방을 사용할 때 매우 분명하다.
구조 간 응축은 열교, 불충분하거나 부족한 단열, 방습 또는 단열 유리로 인해 발생할 수 있다.

## 같이 보기
- 캘빈 방정식
- 상도표
- 상전이
- 응축기
- 표면응축기
- 보스-아인슈타인 응축

## 참고 자료
- 이 문서에는 다음커뮤니케이션(현 카카오)에서 GFDL 또는 CC-SA 라이선스로 배포한 글로벌 세계대백과사전의 내용을 기초로 작성된 글이 포함되어 있습니다.